# Червоне Село (газета)
«Червоне Село» — популярний місячник для сільського активу, виходив у Харкові у 1925-1928 роках як видання ВУЦВК. Виходила також німецькою (нім. Das rote Dorf) та болгарською мовами (болг. Червене Село). 1933 року «Червоне Село» об'єдналося з газетою «Комуніст».